# Гілецький Йосип Романович
Йóсип Рома́нович Гілéцький (нар. 5 жовтня 1958 у Львівській області)  — український науковець в галузі фізичної географії, геопедагогіки, дослідник Українських Карпат. Доцент кафедри географії та природознавства, факультету природничих наук Прикарпатського національного університету імені Василя Стефаника. Автор понад 170 публікацій.

## Біографія
Народився 5 жовтня 1958 року в Львівській області. Навчався у Журавненській загальноосвітній школі. У 1984 році закінчив з візнакою географічний факультет Львівського національного університету імені Івана Франка. З 1984 року по 1990 рік працював учителем географії у восьмирічній школі свого рідного села на Львівщині та в школах Івано-Франківська.
З грудня 1990 року прийнятий на посаду методиста, а пізніше завідувача лабораторією природничо-математичних дисциплін та старшого викладача кафедри методики навчання Івано-Франківського обласного інституту післядипломної педагогічної освіти, де розпочав наукову та освітню діяльність з питань теорії і методики навчання географії, а також дослідження окремих аспектів географії Івано-Франківської області та регіону Українських Карпат.
У 2002 році стає викладачем новоствореної кафедри географії та природознавства Прикарпатського національного університету імені Василя Стефаника, де працює й досі. 
У травні 2004 року здобув науковий ступінь кандидата педагогічних наук. У жовтні 2008 року Йосипу Гілецькому присвоєно вчене звання доцента кафедри географії і природознавства.

## Наукова діяльність

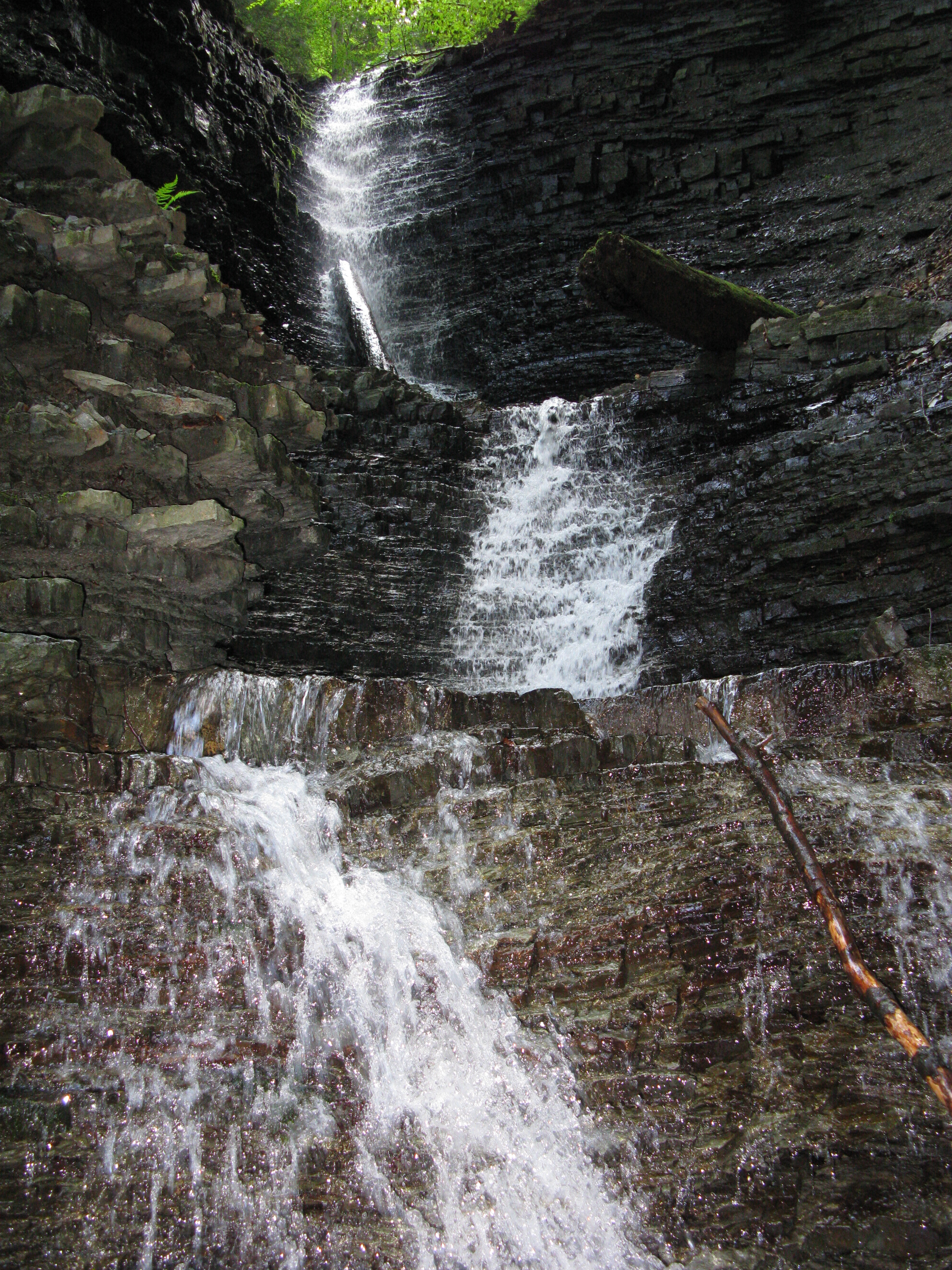
Гілецький досліджує водоспади Українських Карпат. Вперше науково дослідив та описав Мар'янчині водоспади (на фото).

Займається формуванням змісту шкільної географічної освіти. Досліджує Українські Карпати, зокрема фізико-географічне районування Українських Карпат, карпатські водоспади та озера, розвиток пішохідного туризму в Українських Карпатах.
Одним з основних напрямів наукової діяльності під час роботи в університеті є розробка теоретичних засад формування змісту шкільної географічної освіти. Цій проблемі присвячено цілий ряд наукових публікацій, авторський варіант державного стандарту шкільної географічної освіти. Ці напрацювання частково знайшли своє відображення у дисертації на здобуття наукового ступеня кандидата педагогічних наук на тему: “Дидактичні основи розробки змісту шкільного курсу “Географія України”, яка була захищена у травні 2004 року. Підготував індивідуально та у співавторстві навчальну програму з географії для 10 класу, 7 підручників для різних класів загальноосвітньої школи, які отримали гриф Міністерства освіти України. Крім того розробив десятки регіональних та загальноукраїнських методичних посібників, навчальних матеріалів, які використовувалися та використовуються до сих пір у загальноосвітніх навчальних закладах України.
Підготував також понад 20 наукових публікацій у фахових виданнях з питань фізико-географічного районування Українських Карпат, конструктивно-географічних методологічних засад оптимізації природокористування у гірських та передгірських територіях. З цієї проблематики неоднаразово виступав на міжнародних та всеукраїнських семінарах та конференціях.
Досліджує водоспади Українських Карпат. Запропонував власну класифікацію карпатських водоспадів залежно від характеру падіння води та потужності водного потоку. Вперше науково дослідив та описав Мар'янчині водоспади біля села Манява. 
Розробив класифікацію карпатських озер за їхнім походженням. Наголошує на введені терміна "зсувні озера", тому що це більш точно передає генезис карпатських озер.
Займається розробкою цілісної мережі пішохідних маршрутів у регіоні Українських Карпат.

## Вибрана бібліографія
- Йосип Гілецький, Роман Сливка, Михайло Богович. Географія. Довідник. — Видавництво Ранок, 2008. — 480с.;
- Йосип Гілецький. Українські Карпати. Пішохідні маршрути: Путівник — Ладекс, 2009. — 95с.;
- Йосип Гілецький. Географія: Економічні і соціальна географія України. Підручник для учнів 9 класу  — Підручники і посібники, 2009. — 272с.;
- Йосип Гілецький. Фізична Географія України. Підручник. 8 клас — Підручники і посібники, 2010. — 240с.;
- Йосип Гілецький, Роман Сливка. Соціально-економічна географія світу. 10 клас — Навчальна книга - Богдан, 2011. — 400с.;
- Йосип Гілецький, Р.Д. Чабан, М.І Сеньків. Географія. 7 клас — Навчальна книга — Богдан, 2015. — 304с.;
- Йосип Гілецький, Роман Сливка, Я. Атаманюк, Р. Чобан. Географія. Підручник. 9 клас — Ранок, 2017. — 208с.;
- Йосип Гілецький. Географічні задачі та їх розв’язування — Мандрівець, 2018. — 136с.;